# Tour de France 1920
Le Tour de France 1920, 14e édition du Tour de France, s'est déroulé du 27 juin au 25 juillet 1920 sur 15 étapes pour 5 503 km. Le départ du Tour a lieu à Argenteuil ; l'arrivée se juge au Parc des Princes. Le Belge Philippe Thys devient le premier coureur à remporter un troisième Tour de France. Les coureurs belges poursuivent leur domination sur le Tour en occupant les sept premières places du classement général. Ce Tour est également marqué par une majorité d'arrivées groupées et des ententes entre coureurs de La Sportive malgré le caractère individuel de la course.

## Parcours
Ce Tour de France comprend 15 étapes, pour une distance totale de 5 503 km, ce qui en fait le troisième Tour le plus long, après ceux de 1926 et 1919. Le parcours est semblable à celui de l'année précédente. Aix-en-Provence et Gex sont villes-étapes à la place de Marseille et Genève. Pour la quatrième fois, le Tour part vers l'ouest pour revenir vers Paris par l'est.

## Participants
Les marques ne sont pas autorisées à sponsoriser les concurrents comme par le passé, elles se regroupent alors sous les couleurs de La Sportive. 113 coureurs prennent le départ de cette édition : 31 coureurs de « première classe » (professionnels) et 82 de « deuxième classe » (amateurs).
| Légende | Légende                                                                    | Légende | Légende                                                    |
| ------- | -------------------------------------------------------------------------- | ------- | ---------------------------------------------------------- |
| Num     | Dossard de départ porté par le coureur sur ce Tour                         | Pos     | Position à l'arrivée de la course                          |
|         | Indique un maillot de champion national ou mondial, suivi de sa spécialité | NP      | Indique un coureur qui n'a pas pris le départ de la course |
| AB      | Indique un coureur qui n'a pas terminé la course                           | HD      | Indique un coureur qui a terminé la course hors des délais |

| 1re classe | 1re classe              | 1re classe |
| ---------- | ----------------------- | ---------- |
| Num        | Coureur                 | Pos        |
| 1          | Eugène Christophe (FRA) | AB-7       |
| 2          | Firmin Lambot (BEL)     | 3e         |
| 3          | Honoré Barthélémy (FRA) | AB-5       |
| 4          | Henri Pélissier (FRA)   | AB-5       |
| 5          | Francis Pélissier (FRA) | AB-3       |
| 6          | Louis Heusghem (BEL)    | 6e         |
| 7          | Odile Defraye (BEL)     | AB-3       |
| 8          | Joseph Van Daele (BEL)  | 10e        |
| 9          | Jacques Coomans (BEL)   | AB-4       |
| 10         | Louis Mottiat (BEL)     | AB-9       |
| 11         | Jean Rossius (BEL)      | 7e         |
| 12         | Alfred Steux (BEL)      | AB-4       |

| 1re classe (suite) | 1re classe (suite)      | 1re classe (suite) |
| ------------------ | ----------------------- | ------------------ |
| Num                | Coureur                 | Pos                |
| 13                 | Léon Scieur (BEL)       | 4e                 |
| 14                 | Émile Masson (BEL)      | 5e                 |
| 15                 | Philippe Thys (BEL)     | 1er                |
| 16                 | Albert Dejonghe (BEL)   | AB-3               |
| 17                 | Marcel Godard (FRA)     | AB-2               |
| 18                 | Romain Bellenger (FRA)  | NP-7               |
| 19                 | Charles Juseret (BEL)   | NP-6               |
| 20                 | Hector Tiberghien (BEL) | AB-5               |
| 21                 | Alexis Michiels (BEL)   | NP-1               |
| 22                 | Jules Masselis (BEL)    | AB-7               |
| 23                 | Robert Jacquinot (FRA)  | AB-6               |
| 24                 | Félix Goethals (FRA)    | 9e                 |

| 1re classe (suite) | 1re classe (suite)     | 1re classe (suite) |
| ------------------ | ---------------------- | ------------------ |
| Num                | Coureur                | Pos                |
| 25                 | Robert Gerbaud (FRA)   | AB-4               |
| 26                 | Gaetano Belloni (ITA)  | AB-1               |
| 27                 | Angelo Gremo (ITA)     | AB-1               |
| 28                 | Jean Alavoine (FRA)    | AB-2               |
| 27                 | Giuseppe Santhià (ITA) | NP-1               |
| 30                 | Hector Heusghem (BEL)  | 2e                 |
| 31                 | René Chassot (FRA)     | NP-9               |
| 32                 | Eugène Dhers (FRA)     | 11e                |
| 33                 | Urbain Anseeuw (BEL)   | NP-7               |
| 34                 | Lucien Buysse (BEL)    | NP-1               |

| 2e classe | 2e classe                  | 2e classe |
| --------- | -------------------------- | --------- |
| Num       | Coureur                    | Pos       |
| 101       | Didier Meslard (FRA)       | AB-6      |
| 102       | Joseph Tomasso (FRA)       | AB-3      |
| 103       | Pierre Herbette (FRA)      | AB-4      |
| 104       | Georges Ménard (FRA)       | NP-1      |
| 105       | François Chevalier (FRA)   | AB-6      |
| 106       | Henri Olivier (FRA)        | NP-1      |
| 104       | Alfred Maranzano (FRA)     | NP-1      |
| 108       | Adrien Alpini (FRA)        | AB-4      |
| 109       | Charles Pavèse (FRA)       | AB-4      |
| 110       | Henri Ory (FRA)            | AB-6      |
| 111       | Marie Aubry (FRA)          | AB-4      |
| 112       | Étienne Dorfeuille (FRA)   | 19e       |
| 113       | Gilles Alexandre (FRA)     | AB-4      |
| 114       | Henri Catelan (FRA)        | AB-6      |
| 115       | Guglielmo Cecherelli (ITA) | 17e       |
| 116       | Émile Costard (FRA)        | AB-3      |
| 117       | Gaston Bohin (FRA)         | AB-1      |
| 118       | Joseph Muller (FRA)        | 15e       |
| 119       | Paul Chevalier (FRA)       | AB-1      |
| 120       | Émile Ledran (FRA)         | AB-3      |
| 121       | Gustave Ganay (FRA)        | NP-3      |
| 122       | Georges Dubuse (FRA)       | AB-1      |
| 123       | Edmont Painault (FRA)      | AB-1      |
| 124       | Ahmed Brazzi (FRA)         | AB-1      |
| 104       | Pierre Lagasse (FRA)       | NP-1      |
| 126       | Antonio Guillermo (ESP)    | AB-3      |
| 127       | Martin Bernard (FRA)       | AB-2      |
| 128       | Napoléon Paoli (FRA)       | AB-6      |
| 129       | Charles Cento (FRA)        | AB-10     |
| 130       | Paul Thondoux (FRA)        | AB-3      |
| 131       | Elie Tharanger (FRA)       | NP-1      |
| 132       | José Nat (FRA)             | AB-6      |
| 133       | Alfred Donnadieu (FRA)     | AB-6      |
| 134       | Arthur Claerhout (BEL)     | AB-2      |
| 135       | Charles Loew (FRA)         | AB-4      |

| 2e classe (suite) | 2e classe (suite)           | 2e classe (suite) |
| ----------------- | --------------------------- | ----------------- |
| Num               | Coureur                     | Pos               |
| 136               | Jules Dubois (FRA)          | AB-4              |
| 137               | Roger Labric (FRA)          | AB-3              |
| 138               | Charles Raboisson (FRA)     | 22e               |
| 139               | Julien Samyn (FRA)          | AB-2              |
| 140               | Albert Desimpelaere (BEL)   | AB-2              |
| 141               | Achille Serroen (BEL)       | AB-2              |
| 142               | Camille De Rammelaere (FRA) | NP-1              |
| 143               | Marius Matheron (FRA)       | 18e               |
| 144               | Camille Mathieu (FRA)       | AB-6              |
| 145               | Joseph Pelletier (FRA)      | 12e               |
| 146               | Lorenzo Sinchetto (ITA)     | NP-1              |
| 147               | Costante Costa (ITA)        | NP-1              |
| 148               | Barthomomeo Aimo (ITA)      | NP-1              |
| 149               | Carlo Giacchino (ITA)       | NP-1              |
| 150               | Fernand Moulet (FRA)        | NP-4              |
| 151               | Marcel Benel (FRA)          | AB-1              |
| 152               | Robert Asse (FRA)           | AB-6              |
| 153               | René Jacquard (FRA)         | NP-1              |
| 154               | René Paxion (FRA)           | AB-3              |
| 155               | Carolus Van Bree (BEL)      | AB-3              |
| 156               | Pierre Escoffier (FRA)      | AB-3              |
| 157               | Jules Nempon (FRA)          | AB-1              |
| 158               | Fernand Sellier (BEL)       | NP-3              |
| 131               | Francis Traballasy (FRA)    | NP-1              |
| 160               | Albert Heux (FRA)           | AB-2              |
| 161               | Henri Ferrara (FRA)         | 16e               |
| 162               | Noël Amenc (FRA)            | 14e               |
| 163               | Mathieu Caplat (FRA)        | AB-2              |
| 164               | Joseph Normand (FRA)        | AB-4              |
| 165               | Félix Sellier (BEL)         | AB-3              |
| 166               | Jules Deloffre (FRA)        | AB-4              |
| 167               | André Martin (FRA)          | AB-2              |
| 168               | Charles Rémy (FRA)          | NP-1              |
| 169               | François Vanuystel (BEL)    | AB-1              |
| 170               | Théophile Beeckman (BEL)    | AB-8              |

| 2e classe (suite) | 2e classe (suite)           | 2e classe (suite) |
| ----------------- | --------------------------- | ----------------- |
| Num               | Coureur                     | Pos               |
| 171               | Henri Allard (BEL)          | NP-1              |
| 172               | Jean Morel (FRA)            | NP-1              |
| 173               | Théodore Abada (FRA)        | AB-6              |
| 174               | Camille Van Marcke (BEL)    | NP-1              |
| 175               | Edouard Léonard (FRA)       | AB-4              |
| 176               | Henri Leclerc (FRA)         | AB-4              |
| 177               | Firmin Pauloin (FRA)        | AB-3              |
| 178               | Silvio Borsetti (ITA)       | NP-1              |
| 179               | Eugène Collin (FRA)         | AB-1              |
| 180               | Bertrand Aligon (FRA)       | AB-1              |
| 181               | Arthur Godard (FRA)         | AB-1              |
| 182               | Camille Botte (BEL)         | AB-8              |
| 183               | Louis Thuayre (FRA)         | AB-5              |
| 184               | Julien Loisel (FRA)         | AB-1              |
| 185               | Léon Van Aken (BEL)         | NP-4              |
| 186               | Maurice Van Cayzeele (FRA)  | AB-1              |
| 187               | René Tissier (FRA)          | NP-3              |
| 188               | Pierre Hudsyn (BEL)         | 20e               |
| 189               | Jaime Janer (ESP)           | AB-5              |
| 190               | André Coutte (FRA)          | 21e               |
| 191               | Maurice Lampaert (BEL)      | NP-4              |
| 192               | Henri Devroye (BEL)         | NP-4              |
| 193               | Hilaire Hellebaut (BEL)     | NP-1              |
| 194               | Jules Dhont (BEL)           | NP-1              |
| 195               | Léon Kindermans (BEL)       | NP-1              |
| 196               | Léon Kopp (FRA)             | NP-4              |
| 197               | Alfred Mottard (BEL)        | AB-1              |
| 198               | Henri Verheylendeghem (BEL) | NP-1              |
| 199               | François Beths (BEL)        | AB-2              |
| 200               | Charles Van Mol (BEL)       | AB-5              |
| 201               | Théo Wynsdau (BEL)          | 13e               |
| 202               | Lauro Bordin (ITA)          | NP-1              |
| 203               | Arthur Van Branteghem (BEL) | AB-2              |
| 204               | Alfons Van Hecke (BEL)      | AB-2              |

## Déroulement de la course
Comme l'année précédente, les premières étapes voient de nombreux coureurs abandonner, à cause notamment des routes restées en mauvais état, et de pneus de mauvaise qualité. Ainsi des 113 coureurs partis de Paris, il n'en reste que 48 à la fin de la quatrième étape. Jean Alavoine a notamment quitté la course lors de la deuxième étape, Francis Pélissier et Odile Defraye lors de la troisième.
Louis Mottiat s'impose au Havre et prend le maillot jaune. Jean Rossius, Philippe Thys Félix Goethals et Émile Masson senior sont classés dans le même temps. À Cherbourg, Thys s'impose dans un groupe de trente coureurs, puis Henri Pélissier s'impose à Brest dans un groupe de dix. Après ces trois étapes, Rossius, Thys, Masson et Goethals ont toujours le même temps au classement général, tandis que Mottiat perd plus d'une heure et demie sur la route de Brest. Pélissier gagne encore aux Sables-d'Olonne, à l'issue de la nouvelle arrivée en groupe, puis abandonne une nouvelle fois le Tour de France. Lors de la cinquième étape, il est pénalisé de deux minutes pour s'être débarrassé d'un boyau, alors que le règlement interdit de se débarrasser du matériel fourni par l'organisation. Desgrange commente cet abandon : « Pélissier ne sait pas souffrir, il ne gagnera jamais le Tour de France ! ».
Firmin Lambot gagne à Bayonne cette étape, qui laisse Thys et Masson en tête de la course avant les Pyrénées, puis s'impose à Luchon, après être passé en tête aux cols d'Aubisque, du Tourmalet, d'Aspin et de Peyresourde. Thys, deuxième, prend le large au classement général. Hector Heusghem est deuxième à 28 minutes. Les victoires de Rossius à Perpignan et de Louis Heusghem à Aix n'inquiètent pas à Thys. Celui-ci s'impose à Nice et Hector Heusghem, vainqueur à Nice et toujours deuxième, compte une heure de retard au classement général. La dernière étape des Alpes, remportée par Lambot, fixe le classement général.
Les quatre dernières étapes sont « monotones » et voient encore des groupes se disputer la victoire. Thys gagne à Strasbourg et Metz, Goethals à Dunkerque, Rossius à Paris.
Philippe Thys remporte ce Tour de France. Il est accueilli triomphalement par la foule du Parc des Princes, qui envahit la piste, obligeant certains coureurs à terminer à pied.

## Bilan de la course
Philippe Thys devient le premier coureur à remporter trois Tours de France. Ce record sera égalé par Louison Bobet en 1955, puis dépassé par Jacques Anquetil, vainqueur à cinq reprises entre 1957 et 1964. La vitesse moyenne de 24,072 km/h fait de Thys le deuxième vainqueur le plus lent du Tour, après Firmin Lambot en 1919 (24,056 km/h).
Cette édition est marquée par la domination des coureurs belges qui occupent les sept premières places du classement, gagnent douze des quinze étapes, et s'imposent sept fois consécutives de 1912 à 1922. Pour les coureurs français, c'est en revanche une « complète déroute ». Le premier d'entre eux est Honoré Barthélémy, huitième malgré une fracture à l'épaule.
Comme en 1919, et comme cela sera le cas en 1921, la victoire revient à un coureur du Consortium La Sportive, qui regroupe les principaux constructeurs et équipementiers, et engage la plupart des meilleurs coureurs. Ces succès doivent beaucoup aux ententes entre coureurs du consortium, dictées par son dirigeant Alphonse Baugé, alors que la course est, d'après son règlement, individuelle. L'image du Tour pâtit de ces entorses au règlement de course et de « champions peu charismatiques » durant les premières années de l'entre-deux-guerres.

## Résultats

### Les étapes
| Étape,    | Date        | Villes étapes                        |                   | Distance (km) | Vainqueur d’étape | Leader du classement général |
| --------- | ----------- | ------------------------------------ | ----------------- | ------------- | ----------------- | ---------------------------- |
| 1re étape | 27 juin     | Argenteuil – Le Havre                | Étape de plaine   | 388           | Louis Mottiat     | Louis Mottiat                |
| 2e étape  | 29 juin     | Le Havre – Cherbourg                 | Étape de plaine   | 364           | Philippe Thys     | Philippe Thys                |
| 3e étape  | 1er juillet | Cherbourg – Brest                    | Étape de plaine   | 405           | Henri Pélissier   | Philippe Thys                |
| 4e étape  | 3 juillet   | Brest – Les Sables-d'Olonne          | Étape de plaine   | 412           | Henri Pélissier   | Philippe Thys                |
| 5e étape  | 5 juillet   | Les Sables-d'Olonne – Bayonne        | Étape de plaine   | 482           | Firmin Lambot     | Philippe Thys                |
| 6e étape  | 7 juillet   | Bayonne – Luchon                     | Étape de montagne | 326           | Firmin Lambot     | Philippe Thys                |
| 7e étape  | 9 juillet   | Luchon – Perpignan                   | Étape de montagne | 323           | Jean Rossius      | Philippe Thys                |
| 8e étape  | 11 juillet  | Perpignan – Aix                      | Étape de plaine   | 325           | Louis Heusghem    | Philippe Thys                |
| 9e étape  | 13 juillet  | Aix – Nice                           | Étape de montagne | 356           | Philippe Thys     | Philippe Thys                |
| 10e étape | 15 juillet  | Nice – Grenoble                      | Étape de montagne | 333           | Hector Heusghem   | Philippe Thys                |
| 11e étape | 17 juillet  | Grenoble – Gex                       | Étape de montagne | 362           | Léon Scieur       | Philippe Thys                |
| 12e étape | 19 juillet  | Gex – Strasbourg                     | Étape de plaine   | 354           | Philippe Thys     | Philippe Thys                |
| 13e étape | 21 juillet  | Strasbourg – Metz                    | Étape de plaine   | 300           | Philippe Thys     | Philippe Thys                |
| 14e étape | 23 juillet  | Metz – Dunkerque                     | Étape de plaine   | 433           | Félix Goethals    | Philippe Thys                |
| 15e étape | 25 juillet  | Dunkerque – Paris - Parc des Princes | Étape de plaine   | 340           | Jean Rossius      | Philippe Thys                |

Note : en 1920, il n'y a aucune distinction entre les étapes de plaine ou de montagne ; les icônes indiquent simplement la présence ou non d'ascensions notables durant l'étape.

### Classement général

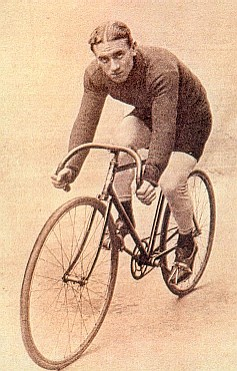
Philippe Thys, le vainqueur du Tour de France 1920.

| Classement général | Classement général      | Classement général | Classement général | Classement général   |
|                    | Coureur                 | Pays               | Équipe             | Temps                |
| ------------------ | ----------------------- | ------------------ | ------------------ | -------------------- |
| 1er                | Philippe Thys           | Belgique           | —                  | en 228 h 36 min 21 s |
| 2e                 | Hector Heusghem         | Belgique           | —                  | + 57 min 21 s        |
| 3e                 | Firmin Lambot           | Belgique           | —                  | + 1 h 39 min 35 s    |
| 4e                 | Léon Scieur             | Belgique           | —                  | + 1 h 44 min 58 s    |
| 5e                 | Émile Masson            | Belgique           | —                  | + 2 h 56 min 52 s    |
| 6e                 | Louis Heusghem          | Belgique           | —                  | + 3 h 40 min 47 s    |
| 7e                 | Jean Rossius            | Belgique           | —                  | + 3 h 49 min 55 s    |
| 8e                 | Honoré Barthélémy       | France             | —                  | + 5 h 35 min 19 s    |
| 9e                 | Félix Goethals          | France             | —                  | + 9 h 23 min 7 s     |
| 10e                | Joseph Van Daele        | Belgique           | —                  | + 10 h 45 min 41 s   |
| 11e                | Eugène Dhers (en)       | France             | —                  | + 11 h 15 min 9 s    |
| 12e                | José Pelletier          | France             | —                  | + 20 h 4 min 32 s    |
| 13e                | Théo Wynsdau            | Belgique           | —                  | + 25 h 14 min 2 s    |
| 14e                | Noël Amenc (en)         | France             | —                  | + 33 h 25 min 47 s   |
| 15e                | Joseph Muller           | France             | —                  | + 33 h 48 min 53 s   |
| 16e                | Henri Ferrara (en)      | France             | —                  | + 34 h 32 min 27 s   |
| 17e                | Guglielmo Ceccherelli   | Italie             | —                  | + 48 h 40 min 35 s   |
| 18e                | Marius Matheron         | France             | —                  | + 51 h 11 min 4 s    |
| 19e                | Étienne Dorfeuille (en) | France             | —                  | + 53 h 10 min 0 s    |
| 20e                | Pierre Hudsyn (en)      | Belgique           | —                  | + 55 h 36 min 42 s   |
| 21e                | André Coutte (en)       | France             | —                  | + 55 h 57 min 46 s   |
| 22e                | Charles Raboisson (en)  | France             | —                  | + 69 h 1 min 5 s     |
| modifier           |                         |                    |                    |                      |